# Darryl Shannon
Darryl Jackson Shannon (* 21. Juni 1968 in Barrie, Ontario) ist ein ehemaliger  kanadischer Eishockeyspieler, der im Verlauf seiner aktiven Karriere zwischen 1985 und 2004 unter anderem 573 Spiele für die Toronto Maple Leafs, Winnipeg Jets, Buffalo Sabres, Atlanta Thrashers, Calgary Flames und Canadiens de Montréal in der National Hockey League auf der Position des Verteidigers bestritten hat. Darüber hinaus absolvierte Shannon weitere 166 Partien in der Deutschen Eishockey Liga, wo er im Jahr 2003 mit den  Krefeld Pinguinen Deutscher Meister wurde. Sein jüngerer Bruder Darrin war ebenfalls professioneller Eishockeyspieler. 

## Karriere
Darryl Shannon begann seine Karriere als Eishockeyspieler bei den Windsor Spitfires, für die er von 1985 bis 1988 in der kanadischen Top-Juniorenliga Ontario Hockey League aktiv war und mit denen er in der Saison 1987/88 den J. Ross Robertson Cup gewann. In diesem Zeitraum wurde er im NHL Entry Draft 1986 in der zweiten Runde als insgesamt 36. Spieler von den Toronto Maple Leafs ausgewählt, für die er von 1988 bis 1993 ebenso spielte wie für deren Farmteams aus der American Hockey League, die Newmarket Saints und die St. John’s Maple Leafs. Es folgten je drei Spielzeiten bei den Winnipeg Jets und den Buffalo Sabres, ehe der Verteidiger in der Saison 1999/00 für die Atlanta Thrashers und Calgary Flames auf dem Eis stand. 
In der Saison 2001/02 spielte Shannon für die Canadiens de Montréal, wurde jedoch nur in sieben Spielen eingesetzt, in denen er eine Vorlage gab. Zudem lief er in vier Spielen für den AHL-Farmteam Citadelles de Québec auf. Daraufhin ging der Kanadier nach Europa, wo er einen Vertrag bei den Krefeld Pinguinen aus der Deutschen Eishockey Liga erhielt, mit denen er in der Saison 2002/03 Deutscher Meister wurde. Im Anschluss an diesen Erfolg schloss er sich den Eisbären Berlin an, mit dem er in der Spielzeit 2003/04 im Playoff-Finale an den Frankfurt Lions scheiterte, woraufhin er seine aktive Laufbahn beendete.

## Erfolge und Auszeichnungen
| - 1987 OHL Second All-Star Team - 1988 J.-Ross-Robertson-Cup-Gewinn mit den Windsor Compuware Spitfires - 1988 Max Kaminsky Trophy - 1988 OHL First All-Star Team | - 1988 Memorial Cup All-Star Team - 2003 Deutscher Meister mit den Krefeld Pinguinen - 2004 Deutscher Vizemeister mit den Eisbären Berlin |

## Karrierestatistik
(Legende zur Spielerstatistik: Sp oder GP = absolvierte Spiele; T oder G = erzielte Tore; V oder A = erzielte Assists; Pkt oder Pts = erzielte Scorerpunkte; SM oder PIM = erhaltene Strafminuten; +/− = Plus/Minus-Bilanz; PP = erzielte Überzahltore; SH = erzielte Unterzahltore; GW = erzielte Siegtore; 1 Play-downs/Relegation; Kursiv: Statistik nicht vollständig)